# Beurèira
Beurières és un municipi francès situat al departament del Puèi Domat i a la regió d'Alvèrnia-Roine-Alps. L'any 2007 tenia 310 habitants.

## Demografia

### Població
El 2007 la població de fet de Beurières era de 310 persones. Hi havia 132 famílies de les quals 48 eren unipersonals (28 homes vivint sols i 20 dones vivint soles), 36 parelles sense fills, 36 parelles amb fills i 12 famílies monoparentals amb fills.
La població ha evolucionat segons el següent gràfic:
Habitants censats

### Habitatges
El 2007 hi havia 283 habitatges, 138 eren l'habitatge principal de la família, 116 eren segones residències i 29 estaven desocupats. 278 eren cases i 5 eren apartaments. Dels 138 habitatges principals, 119 estaven ocupats pels seus propietaris, 14 estaven llogats i ocupats pels llogaters i 5 estaven cedits a títol gratuït; 3 tenien dues cambres, 19 en tenien tres, 30 en tenien quatre i 86 en tenien cinc o més. 97 habitatges disposaven pel capbaix d'una plaça de pàrquing. A 61 habitatges hi havia un automòbil i a 55 n'hi havia dos o més.

### Piràmide de població
La piràmide de població per edats i sexe el 2009 era:
| Homes | Edats   | Dones |
| ----- | ------- | ----- |
| 0     | 95 o +  | 0     |
| 0     | 90 a 94 | 0     |
| 0     | 85 a 89 | 4     |
| 4     | 80 a 84 | 4     |
| 4     | 75 a 79 | 16    |
| 12    | 70 a 74 | 20    |
| 12    | 65 a 69 | 16    |
| 12    | 60 a 64 | 4     |
| 4     | 55 a 59 | 0     |
| 20    | 50 a 54 | 12    |
| 16    | 45 a 49 | 8     |
| 20    | 40 a 44 | 16    |
| 8     | 35 a 39 | 20    |
| 8     | 30 a 34 | 4     |
| 12    | 25 a 29 | 4     |
| 12    | 20 a 24 | 8     |
| 20    | 15 a 19 | 12    |
| 4     | 10 a 14 | 12    |
| 24    | 5 a 9   | 12    |
| 12    | 0 a 4   | 8     |

## Economia
El 2007 la població en edat de treballar era de 187 persones, 139 eren actives i 48 eren inactives. De les 139 persones actives 128 estaven ocupades (69 homes i 59 dones) i 11 estaven aturades (5 homes i 6 dones). De les 48 persones inactives 17 estaven jubilades, 11 estaven estudiant i 20 estaven classificades com a «altres inactius».

### Ingressos
El 2009 a Beurières hi havia 141 unitats fiscals que integraven 317 persones, la mediana anual d'ingressos fiscals per persona era de 14.944 €.

### Activitats econòmiques
Dels 11 establiments que hi havia el 2007, 2 eren d'empreses de fabricació d'altres productes industrials, 3 d'empreses de construcció, 1 d'una empresa de comerç i reparació d'automòbils, 1 d'una empresa de transport, 1 d'una empresa d'hostatgeria i restauració, 1 d'una empresa de serveis, 1 d'una entitat de l'administració pública i 1 d'una empresa classificada com a «altres activitats de serveis».
Dels 3 establiments de servei als particulars que hi havia el 2009, 2 eren paletes i 1 guixaire pintor.
L'únic establiment comercial que hi havia el 2009 era una botiga de menys de 120 m².
L'any 2000 a Beurières hi havia 25 explotacions agrícoles que ocupaven un total de 380 hectàrees.

## Poblacions més properes
El següent diagrama mostra les poblacions més properes.